# Осіна (Мисліборський повіт)
Осіна (пол. Osina) — село в Польщі, у гміні Барлінек Мисліборського повіту Західнопоморського воєводства.
Населення — 215 осіб (2011).
У 1975-1998 роках село належало до Гожовського воєводства.

## Демографія
Демографічна структура станом на 31 березня 2011 року:
|          | Загалом | Допрацездатний вік | Працездатний вік | Постпрацездатний вік |
| -------- | ------- | ------------------ | ---------------- | -------------------- |
| Чоловіки | 107     | 22                 | 83               | 2                    |
| Жінки    | 108     | 24                 | 63               | 21                   |
| Разом    | 215     | 46                 | 146              | 23                   |